# Fumera del Molí de la Vila
La Fumera del Molí de la Vila és una xemeneia d'obra vista situada al municipi de Reus (Baix Camp), a la vora del Passeig de la Boca de la Mina i que forma part de l'Inventari del Patrimoni Arquitectònic de Catalunya.

## Descripció
És una fumera o xemeneia de planta quadrada amb arestes força remarcades a la part inferior i grans nínxols poc profunds, un a cada cara que donen mobilitat al conjunt. Sobre seu trobem el cos central de secció octogonal, on una petita motllura força simple dona pas al tub que es caragola com una columna salomònica. La part alta és rematada per un barret que s'eixampla a la boca. Tot el conjunt està fet de maó deixat a la vista i actualment està en força mal estat.

## Història
Aquesta fumera formava part d'un dels dos molins que hi havia al passeig de la Boca de la Mina, el molí Nou o de Baix, construït al s. XVIII i que utilitzava l'aigua del Barranc de la Buada, i que allí prenia el nom de barranc del Molí. Els dos molins, o Molins de la Vila, que portaven en funcionament, l'un des d'època medieval i l'altre des del segle xviii, no podien fer front a la competència de l'empresa «La Industrial Harinera» fàbrica de farina moguda a vapor que s'havia instal·lat a Reus el 1854, i van ser posats a subhasta per l'ajuntament. Per veure si podien remuntar econòmicament, el molí Vell va ser abandonat i cap al 1865 s'instal·là una màquina de vapor al molí de Baix, obra que exigí la construcció de la xemeneia.